# Salicilat de benzil
Salicilatul de benzil este un ester de benzil cu acidul salicilic, utilizat adesea în domeniul cosmeticii. Acesta este un lichid incolor și insipid. Mai este folosit și în parfumuri, pentru fixarea mirosurilor și uneori ca filtru pentru radiațiile ultraviolete. Există studii care arată că unele persoane pot să fie sensibile la acțiunea acestui compus.